# Krajská liga Jihočeského kraje 2011/2012
Krajská liga Jihočeského kraje 2011/2012 je společně s dalšími krajskými přebory čtvrtou nejvyšší hokejovou soutěží v Česku. Soutěž, které se účastní 12 celků, se v základní části hraje systémem doma-venku (celkem 22 kol). Následuje play off, do kterého postoupí nejlepších osm týmů.
Oproti předešlé sezoně nenastoupil do soutěže rezervní tým HC Tábor, ale jeho A-tým, který se z finančních důvodů musel vzdát účasti v 1. hokejové lize.

## Základní část
| Poř. | Tým                              | Zápasy | V  | VP | PP | P  | Skóre  | Body |
| ---- | -------------------------------- | ------ | -- | -- | -- | -- | ------ | ---- |
| 1    | HC Tábor                         | 22     | 17 | 3  | 1  | 1  | 130:52 | 58   |
| 2    | HC Strakonice                    | 22     | 16 | 0  | 2  | 4  | 112:70 | 50   |
| 3    | HC Slavoj Český Krumlov          | 22     | 15 | 0  | 0  | 7  | 112:78 | 45   |
| 4    | HC David Servis České Budějovice | 22     | 13 | 1  | 0  | 8  | 94:75  | 41   |
| 5    | TJ Sokol Radomyšl                | 22     | 10 | 4  | 1  | 7  | 107:99 | 39   |
| 6    | TJ Lokomotiva Veselí nad Lužnicí | 22     | 11 | 2  | 0  | 9  | 91:93  | 35   |
| 7    | TJ Božetice                      | 22     | 8  | 2  | 1  | 11 | 80:96  | 29   |
| 8    | TJ Jiskra Humpolec               | 22     | 7  | 2  | 3  | 10 | 86:98  | 28   |
| 9    | TJ Hluboká nad Vltavou Knights   | 22     | 7  | 2  | 1  | 12 | 79:98  | 26   |
| 10   | HC Vimperk                       | 22     | 5  | 2  | 0  | 15 | 72:106 | 19   |
| 11   | OLH Spartak Soběslav             | 22     | 4  | 1  | 3  | 14 | 70:113 | 17   |
| 12   | HC Velká Radouň                  | 22     | 2  | 0  | 3  | 17 | 70:125 | 9    |

## Play off

### Čtvrtfinále
- HC Tábor - TJ Jiskra Humpolec 5:2 a 5:3
- HC Strakonice - TJ Božetice 7:2 a 10:3
- HC Slavoj Český Krumlov - TJ Lokomotiva Veselí nad Lužnicí 1:3 a 3:4
- HC David Servis České Budějovice - TJ Sokol Radomyšl 6:1 a 5:3

### Semifinále
- HC Tábor - TJ Lokomotiva Veselí nad Lužnicí 4:1 a 6:3
- HC Strakonice - HC David Servis České Budějovice 5:4 PP, 3:4 a 2:4

### Finále
- HC Tábor - HC David Servis České Budějovice